# Jeronim, Slovenia
Jeronim este o localitate din comuna Vransko, Slovenia, cu o populație de 211 locuitori.